# Donje Stravče
Donje Stravče este un sat din municipiul Podgorica, Muntenegru. Conform datelor de la recensământul din 2003, localitatea are 21 de locuitori (la recensământul din 1991 erau 29 de locuitori).

## Demografie
În satul Donje Stravče locuiesc 16 persoane adulte, iar vârsta medie a populației este de 36,6 de ani (44,7 la bărbați și 29,3 la femei). În localitate sunt 5 gospodării, iar numărul mediu de membri în gospodărie este de 4,20.
Această localitate este populată majoritar de sârbi (conform recensământului din 2003).
|  |

| Demografie | Demografie | Demografie |
| An         | Locuitori  | Locuitori  |
| ---------- | ---------- | ---------- |
|            |            |            |
|            |            |            |
|            |            |            |
|            |            |            |
| 1948       | 218        |            |
| 1953       | 189        |            |
| 1961       | 145        |            |
| 1971       | 91         |            |
| 1981       | 36         |            |
| 1991       | 29         | 29         |
| 2003       | 21         | 21         |

| \| Componența etnică conform recensământului din 2003[2] \| Componența etnică conform recensământului din 2003[2] \| Componența etnică conform recensământului din 2003[2] \| Componența etnică conform recensământului din 2003[2] \| Componența etnică conform recensământului din 2003[2] \| \| ----------------------------------------------------- \| ----------------------------------------------------- \| ----------------------------------------------------- \| ----------------------------------------------------- \| ----------------------------------------------------- \| \| \| \| \| \| \| \| Sârbi \| Sârbi \| \| 18 \| 85,71% \| \| Muntenegreni \| Muntenegreni \| \| 3 \| 14,28% \| \| necunoscută \| necunoscută \| \| 0 \| 0% \| |              |  |    |        |
| Componența etnică conform recensământului din 2003 |              |  |    |        |
| |              |  |    |        |
| Sârbi | Sârbi        |  | 18 | 85,71% |
| Muntenegreni | Muntenegreni |  | 3  | 14,28% |
| necunoscută | necunoscută  |  | 0  | 0%     |